# Ichijō Kanesada
Ichijō Kanesada (一条 兼定?; 1543 – 27 luglio 1585) è stato un daimyō giapponese del periodo Sengoku tra i capi del clan Ichijō.

## Biografia
Kanesada fu figlio e successore di Ichijō Fusamoto (1520-1549).
Fu un daimyō impopolare e perse il sostegno di alcuni dei suoi importanti servitori. Fu attaccato dal suo ex vassallo Chōsokabe Motochika nel 1574 e fu costretto a fuggire nella provincia di Bungo, dove si rifugiò da Ōtomo Sōrin, suo parente. 
Kanesada divenne cristiano e battezzato con il nome di Paolo (1576). Tentò di riconquistare le sue terre con l'assistenza degli Ōtomo ma venne sconfitto nella battaglia di Shimantogawa ma fallì e fu esiliato in un'isola al largo della costa della provincia di Iyo (Kojima). Motochika gli permise di rimanere nell'isola dopo che i Chōsokabe conquistarono Iyo, ma si crede che avesse ordinato la sua morte nel 1585. Molte storie di crudeltà da parte di Kanesada circolarono ai suoi giorni, che alcuni studiosi attribuiscono in parte alla propaganda Chōsokabe.